# Ella Emhoff
Ella Rose Emhoff (ur. 29 maja 1999) – amerykańska modelka, artystka i projektantka mody. Córka prawnika Douglasa Emhoffa oraz pasierbica 49. Wiceprezydent Stanów Zjednoczonych Kamali Harris.

## Życiorys

### Wczesne życie
Córka prawnika Douglasa Emhoffa i producentki filmowej, Kerstin Emhoff z domu Mackin. Została nazwana po piosenkarce jazzowej Elli Fitzgerald. Od strony ojca ma pochodzenie żydowskie, a po strone matki ma korzenie szwedzkie. Rzecznik Emhoff wyjaśnił, że „Ella nie jest Żydówką”. Ma starszego brata, Cole’a. Jej rodzice rozwiedli się w 2008. W sierpniu 2014 jej ojciec ożenił się z Kamalą Harris, która w tamtym czasie była prokuratorem generalnym Kalifornii. Emhoff i jej brat nazywają swoją macochę „Momala”. Ella, której rodzina jest członkiem Partii Demokratycznej, wychowała się wokół polityki. Ona i jej rodzina, jako zwolennicy małżeństw osób tej samej płci w Kalifornii, byli aktywni w walce z California Proposition 8 z 2008. W 2016 jej macocha została wybrana do Senatu Stanów Zjednoczonych jako reprezentantka Kalifornii. W 2021 jej macocha została zaprzysiężona jako Wiceprezydent Stanów Zjednoczonych.
W 2018 Emhoff ukończyła Wildwood School, a w czasie kiedy tam uczęszczała była członkinią drużyny pływackiej i koszykarskiej. W maju 2021 ukończyła Parsons School of Design w Nowym Jorku.

### Kariera
W 2014 pojawiła się w teledysku do utworu „Repeat Stuff” autorstwa Bo Burnhama.
Emhoff projektuje kurtki, kapelusze, płaszcze i szorty, które sprzedaje na swoim koncie na Instagramie oraz na swojej stronie internetowej. Na swojej stronie internetowej sprzedaje także ceramikę, obrazy i rysunki.
W styczniu 2021 Emhoff podpisała kontrakt z agencją modelingową, IMG Models. Agencja poinformowała o jej kontrakcie poprzez platofrmę Twitter. Wcześniej pojawiła się w artykule wstępnym dla niezależnego magazynu o modzie Buffalo Zine. Jej agentka modelingowa, Viola, zapisała ją do tej agencji w 2019.
Jest członkinią The 3% Movement, organizacji skupiającej się na zwiększeniu liczby kobiet-dyrektorów kreatywnych w Stanach Zjednoczonych.

### Życie prywatne i wizerunek publiczny
Mieszka w Bushwick na Brooklynie i jest nazywana pierwszą córką „Bushwick”. Jej rodzina posiada domy w Los Angeles, San Francisco i Waszyngtonie.
Jest zwolenniczką praw osób LGBT, zwłaszcza jako orędowniczka praw osób transpłciowych. W 2020 ogłosiła, że będzie wspierać organizację For the Gworls, kolektyw kierowany przez ciemnoskóre osoby transpłciowe, który zbiera fundusze, aby pomóc ciemnoskórym osobom transpłciowym w opłaceniu czynszu, operacji korekcji płci, podróży i opieki medycznej.
Emhoff przemawiała w transmisji z Narodowej Konwencji Demokratów 2020 w sierpniu 2020. 20 stycznia 2021 roku Emhoff była obcena podczas 59. inauguracji prezydenta Stanów Zjednoczonych w Waszyngtonie, gdzie jej macocha została zaprzysiężona na 49. Wiceprezydenta Stanów Zjednoczonych. Od sierpnia 2021 Ella spotyka się z edytorem magazynu GQ, Samem Hine.

#### Moda
Emhoff zwróciła na siebie uwagę międzynarodowych mediów podczas inauguracji dzięki swoim strojom, w tym sukience, którą zaprojektowała wspólnie z Batshevą Hay, oraz wysadzanemu klejnotami płaszczowi Miu Miu. Vogue stwierdził, że strój inauguracyjny Emhoff „idealnie łączył jej charakterystyczne dziwactwo z Brooklynu z powagą okazji” oraz, że „[Emhoff] nie rzuciłaby się na żadne przestarzałe wyobrażenia o tym, jak powinna ubierać się młoda kobieta sąsiadująca z Białym Domem”. Po inauguracji, liczba obserwujących jej konto na Instagramie wzrosła z 50,000 do 300,000 w mniej niż tydzień. Sprzedawca mody Lyst poinformował, że po tym, jak materiał filmowy Emhoff stał się viralem na Twitterze i TikToku, Miu Miu odnotowało 455% wzrost wyszukiwań w Internecie sześć godzin po inauguracji. Zwróciła również uwagę na swoją spódnicę, krawat i płaszcz Thoma Browne’a, które miała na sobie podczas National COVID-19 Memorial w Waszyngtonie w noc poprzedzającą inaugurację.